# Blairs College

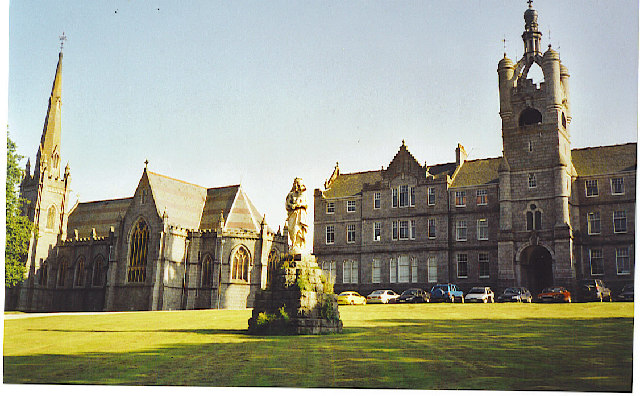
Blairs College mit der New Chapel links

Das Blairs College ist eine ehemalige weiterführende Schule zur Heranbildung des Priesternachwuchses der römisch-katholischen Kirche in Schottland. Es befindet sich nahe der schottischen Ortschaft Milltimber in der Council Area Aberdeenshire. 1992 wurde das Hauptgebäude in die schottischen Denkmallisten in der Kategorie B aufgenommen. Ebenfalls sind die Gärten der Anlage, der Taubenturm, das Menzies House und die alte Kapelle als separate Kategorie-B-Denkmäler klassifiziert. Das Nordtor mit der Lodge ist hingegen ein Kategorie-C-Denkmal. Einzig die New Chapel ist als Denkmal der höchsten Denkmalkategorie A eingestuft.

## Geschichte
Historisch gehörten die Ländereien dem Malteserorden. 1542 gingen sie an die katholische Familie Menzies über, welche die lokalen Landherren stellte. 1827 vermachte der letzte Menzies seiner Linie das Land der katholischen Kirche in Schottland. Diese begann mit der Einrichtung eines Priesterseminars. Zwei Jahre später eröffnete die Einrichtung, die der Ausbildung von 25 Priestern diente. In der Folgezeit wurde die Anlage mehrfach erweitert und beherbergte zu Spitzenzeiten rund 250 Schüler zwischen 12 und 17 Jahren, die nach Beendigung der Schule eine kirchliche Laufbahn einschlagen wollten. Zur Betreuung standen 15 Priester zur Verfügung.
Aus wirtschaftlichen Gründen und infolge der sinkenden Schülerzahlen schloss das Blairs College 1986. Von einem Unternehmen aufgekauft, wird seitdem die Nachnutzung des Geländes entwickelt. Unter anderem wurde in einem Teilgebäude das Blairs Museum eröffnet, das Exponate aus dem kirchlichen Bestand zeigt, unter anderem ein posthum entstandenes Gemälde der schottischen Königin Maria Stuart, das zu Zeiten der Revolution in einem Kamin versteckt der Zerstörung entging.

## Beschreibung
Die Anlage steht rund acht Kilometer südwestlich des Stadtzentrums von Aberdeen nahe dem rechten Dee-Ufer. Das U-förmige heutige Hauptgebäude wurde zwischen 1898 und 1902 errichtet und 1906 erweitert. Aus der asymmetrisch aufgebauten, nordexponierten Hauptfassade des dreistöckigen Granitbaus tritt ein markanter Turm heraus. Er schließt mit vier Ecktourellen ab, die eine Krone tragen.
Ursprünglich war die Schule in dem ehemaligen Herrenhaus der Menzies untergebracht, das direkt östlich des heutigen Hauptgebäudes steht. Das aus dem 18. Jahrhundert stammende dreistöckige Gebäude wurde 1827 um eine Kapelle erweitert und zwischenzeitlich teilweise abgebrochen. Das Mauerwerk besteht aus grob zu Quadern behauenem Bruchstein. Aus der Nordfassade tritt ein gerundeter Turm heraus.
Direkt südlich schließt sich die 1827 errichtete klassizistische Kapelle an. Das Gebäude beherbergt auch eine Wohnung, die Menzies selbst nutzte. Zu ihrer Ausstattung steuerte Menzies 500 £ bei. Das beinahe symmetrisch aufgebaute Gebäude schließt mit einem schiefergedeckten Walmdach. Es überblickt die Gärten, die sich direkt westlich anschließen. Eine Mauer aus Granit-Bruchstein umfriedet sie. Sie wurden 1827 angelegt und mit dem Bau des neuen Hauptgebäudes verlegt. An der Westseite führt ein filigran gearbeitetes schmiedeeisernes Tor in die Gärten.
Der Taubenturm befindet sich an der Südostecke des Anwesens. Das quadratische Gebäude mit Pyramidendach stammt aus dem 18. Jahrhundert.

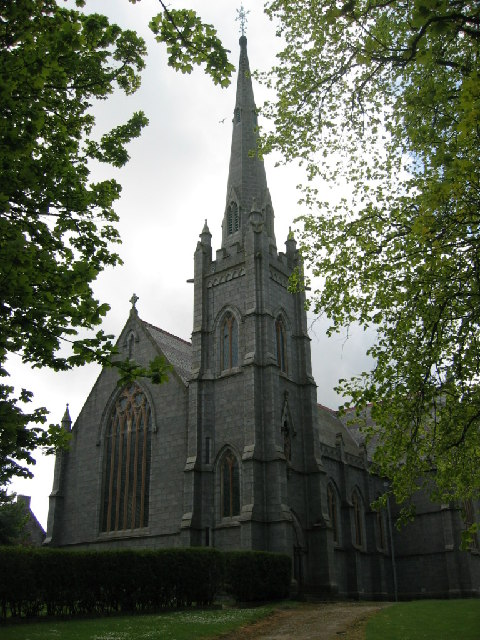
New Chapel

Der Grundstein für den Bau der neogotischen New Chapel wurde 1899 gelegt. Sie befindet sich östlich des neuen Hauptgebäudes. Entlang der Fassaden sind spitzbogige Maßwerke eingelassen. Markant ist der Glockenturm. Entlang seiner Kanten ziehen sich Strebepfeiler, die in Fialen auslaufen. In den spitzen Helm sind Lukarnen eingelassen.
Das Tor an der Nordseite des Anwesens wurde um 1900 errichtet. Es besteht aus zwei hohen, gebänderten Granitpfeilern mit Gesimsen und abschließenden Kappen. Die anschließende einstöckige Lodge weist einen L-förmigen Grundriss auf. Sie schließt mit einem schiefergedeckten Walmdach ab.